# Josef Hamerl
Josef „Pepi“ Hamerl (* 22. Jänner 1931 in Wien; † 15. Juli 2017) war ein österreichischer Fußballspieler. Der Nationalspieler war Teil des berühmten Sport-Club-Sturms der späten 1950er Jahre und wurde insbesondere durch das Europacupspiel gegen Juventus Turin am 1. Oktober 1958 berühmt.

## Karriere
Pepi Hamerl begann seine Fußballkarriere nach Ende des Zweiten Weltkrieges bei den kleinen Liesinger Vereinen ASK Erlaa und SC Siebenhirten, ehe er Anfang 1952 zur Favoritner Talenteschmiede FC Wien stieß. Sein Meisterschaftsdebüt gab er beim 2:0-Heimsieg gegen Floridsdorfer AC in der 22. Runde, wo er sogleich mit einem Treffer seinen neuen Verein in Front gebracht hatte. Bald wurde er zum Stammspieler bei den Favoritnern und erregte bald das Interesse einiger österreichischer Spitzenklubs. In der Frühjahrssaison 1955 wechselt Pepi Hamerl zur Wiener Austria in den Prater, dort wurde er allerdings auf die Ersatzbank abgeschoben. So kehrte der Stürmer nach nur einem halben Jahr den Veilchen den Rücken und kehrte zum FC Wien zurück. Nachdem Pepi Hamerl in nur 35 Meisterschaftspartien 1956 18 Tore gelangen, erhielt er prompt ein Angebot des Wiener Sport-Clubs, das er annahm. In Dornbach sollte der Stürmer seine erfolgreichste Zeit erleben. Gemeinsam mit Walter Horak, Adolf Knoll, Erich Hof und Karl Skerlan bildete er den berühmten Sport-Club-Sturm, mit dem er 1958 und 1959 die Meisterschaft gewinnen konnte. Zwei Jahre lang, beziehungsweise 41 Spiele in Folge, blieb er dabei mit seiner Mannschaft ungeschlagen. Sein wohl berühmtestes Spiel lieferte er im Europapokal der Landesmeister. Beim legendären 7:0-Sieg über den italienischen Meister Juventus Turin erzielte er allein vier Treffer.
Auch in der Nationalmannschaft konnte Pepi Hamerl zu dieser Zeit Fuß fassen, sein Debüt gab er am 23. März 1958 beim 3:2-Sieg über Italien. Er spielte auch bei der Europameisterschaft 1960, bei der Österreich im Viertelfinale an Frankreich scheiterte, und kam bei mehreren bekannten Spielen in der Decker-Ära zum Einsatz, so bei den Siegen über Spanien und die Sowjetunion vor Rekordkulisse 1960. Gemeinsam mit Sturmkollegen Karl Skerlan entschloss sich Pepi Hamerl 1961 zum Wechsel zur Admira Wien nach Jedlesee. Als Admiraner trug er auch am 5. Jänner 1962 gegen Ägypten zum letzten Male das österreichische Teamdress. Nach nur zwei Jahren bei der Admira kehrte er allerdings zum Sport-Club zurück, konnte aber nicht an die erfolgreichen Zeiten in Dornbach anschließen. Seine letzte Saison in der Meisterschaft absolvierte Pepi Hamerl 1967 für den 1. Wiener Neustädter SC, nachdem er ein Jahr zuvor noch für den Kapfenberger SV auf Torejagd gegangen war. Insgesamt schoss er 158 Tore in Österreichs höchster Liga.

## Stationen
- ASK Erlaa (1945)
- SC Siebenhirten (1945–1952)
- FC Wien (1952–1955, 1955–1956)
- FK Austria Wien (1955)
- Wiener Sport-Club (1956–1961, 1963–1965)
- SK Admira Wien (1961–1963)
- Kapfenberger SV (1965–1966)
- 1. Wiener Neustädter SC (1966–1967)
- Pottendorf (1969)

## Erfolge
- 2 × Viertelfinale Europapokal der Landesmeister: 1959, 1960
- 2 × Österreichischer Meister: 1958, 1959
- 1 × Österreichischer Vizemeister: 1960
- Teilnahme an der Europameisterschaft 1960: Viertelfinale
- 9 Länderspiele und 2 Tore für die österreichische Fußballnationalmannschaft von 1958 bis 1962